# C/1955 O1 Honda
C/1955 O1 Honda è una cometa non periodica scoperta dall'astrofilo giapponese Minoru Honda il 28 luglio 1955. La cometa ha raggiunto la visibilità ad occhio nudo.
Il 3-4 settembre 1955 ha avuto un improvviso e notevole aumento di luminosità conseguenza della scissione in due parti del suo nucleo .